# کنیژوونیک
ن

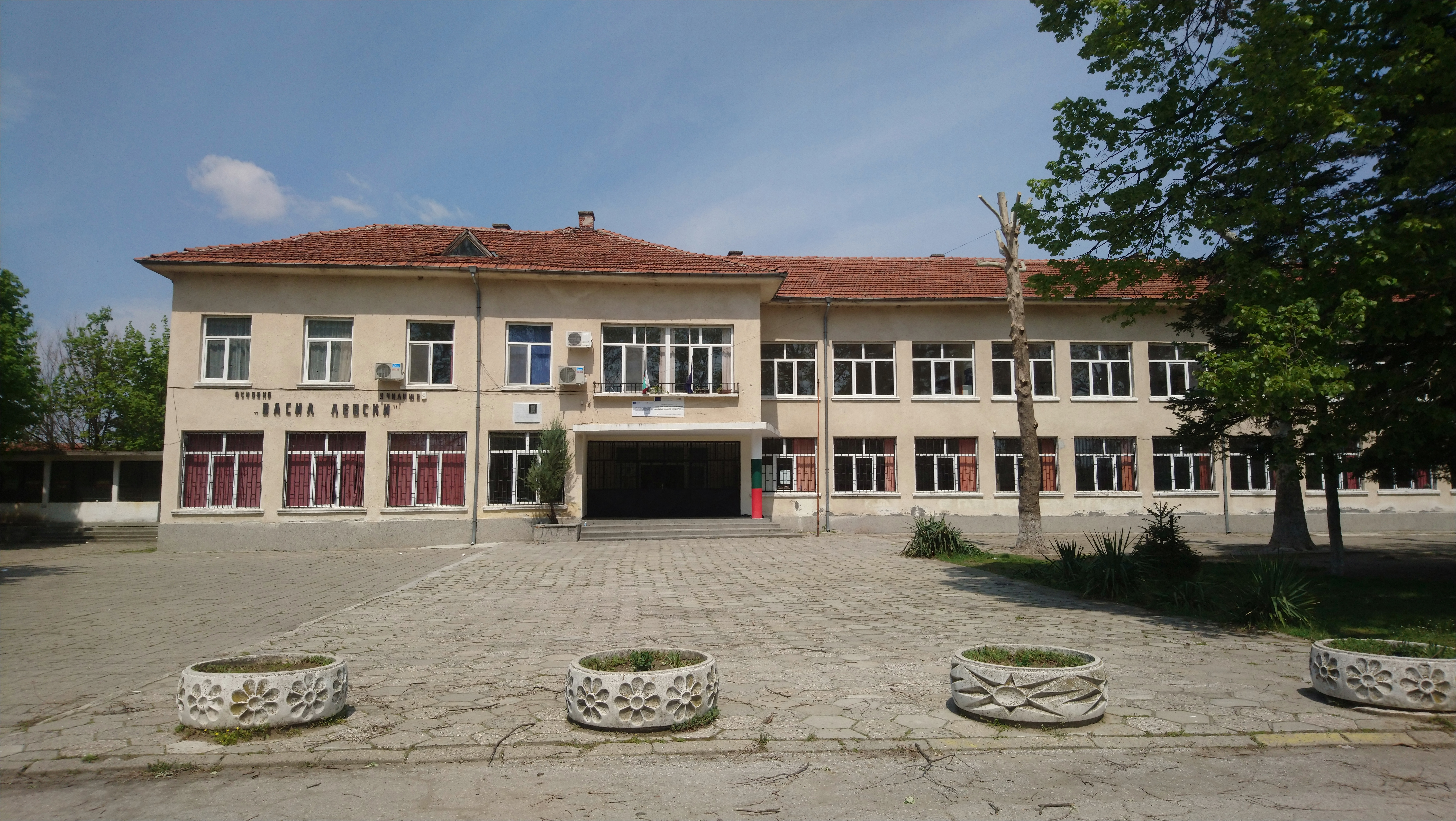
این منطقه حدود ۱۱۰۰ نفر ساکن دارد

کنیژوونیک (به بلغاری: Knizhovnik) یک منطقهٔ مسکونی در بلغارستان است که در شهرستاناسکوفو واقع شده‌است.